# مونیخ
مونیخ (به آلمانی: München) () شهری در جنوب شرقی آلمان بر کرانه رودخانه ایسار و شمال رشته‌کوه آلپ است. مونیخ سومین شهر بزرگ آلمان پس از برلین و هامبورگ است. این شهر با جمعیت ۴،۳۴۰،۸۳۲ میلیون نفر و مساحت ۳۱۰٫۴۳ کیلومتر مربع، مرکز ایالت بایرن کشور آلمان به حساب می‌آید.
مونیخ شهری ثروتمند با جاذبه‌های گردشگری بسیار است. مراکز دیدنی، جشن‌ها و برنامه‌های فرهنگی باعث شده‌است تا این شهر در سال ۲۰۱۲ رتبه چهارم بهترین شهرهای دنیا برای زندگی را به خود اختصاص دهد.
شرکت‌های ب‌ام‌و، زیمنس، لینده، واکر شیمی، لینهوف، آلیانتس، کراوس‌مافای، میونیک‌ره، کراوس‌مافای‌وگمان و ایرباس دیفنس اند اسپیس در این شهر قرار دارند.

## تاریخچه
تاریخ مونیخ طبق مدارک ثبت شده در آوگسبورگ به سال ۱۱۵۸ تخمین زده شده‌است که در زمان گوئلف هنری لیون دوک ایالت زاکسن و بایرن بود که یک پل روی رود ایسار که پلی برای گرفتن عوارض نمک بود ساخته شد. بعد از دو دهه در سال ۱۱۷۵ مونیخ اهمیت اجتماعی به دست آورد؛ و در سال ۱۱۸۰ بعد از محاکمه هنری لیون اوتو ویتلز باخ اول دوک شد که سلسله ویتلز باخ را تأسیس کرد. در سال ۱۲۴۰ مونیخ به دست ویتلز باخ دوم رسید و در سال ۱۲۵۵ وقتی بایرن به دو بخش تقسیم شد مونیخ در بایرن شمالی قرار گرفت. دوک لوئیس چهارم در سال ۱۳۱۴ پادشاه آلمان شد و در سال ۱۳۲۸ او به عنوان امپراتور رومن مقدس تاجگذاری کرد. او با اهدا کردن انحصار فروش نمک موقعیت این شهر را قویتر ساخت. مونیخ در اواخر قرن ۱۵ از نظر هنر توسعه زیادی یافت که تالار و کلیسا جامع مونیخ از آثار این دوره‌است. وقتی بایرن دوباره به هم پیوست مونیخ پایتخت هنری و سیاسی بایرن شد و تحت تأثیر تصمیمات درباریان شد. در طی سده ۱۶ مونیخ مرکز ضداصلاحات و هنرهای دوره رنسانس شد. دوک ویلیام در سال ۱۵۸۹ هوفبرهاوس را ساخت که به منظور تولید آبجو از آن استفاده شود.
در سال ۱۶۰۹ اتحادیه کاتولیک آلمان در مونیخ تأسیس شد. در سال ۱۶۲۳ و در طی جنگ سی ساله امرای انتخاباتی را تشکیل داد. در سال ۱۶۳۲ شهر به وسیلهٔ آدولف گوستاو دوم اشغال شد؛ و در شهر در سال‌های ۱۶۳۴و ۱۶۳۵ بیماری طاعون شایع شد که یک سوم جمعیت مردند؛ و مونیخ از سال ۱۷۰۴ تا ۱۷۴۲ زیر سلطه دودمان هابسبورگ درآمد. در سال ۱۸۰۶ مونیخ مرکز ایالت پادشاهی مونیخ شد و بناها و دانشگاه‌های زیادی در آنجا ساخته شد. در آغاز جنگ جهانی اول زندگی در مونیخ بسیار مشکل بود چون که محاصره مونیخ شرایط را برای بدست آوردن غذا و سوخت مشکل کرد. در طی حمله نیروی هوایی فرانسه در سال۱۹۱۶ سه بمب در مونیخ منفجر شد و صدماتی بر شهر وارد کرد. بعد از جنگ شهر مرکز آشوب‌های سیاسی بود. در سال ۱۹۲۳ هیتلر و حامیان او در مونیخ جمع شدند و کودتای مونیخ را انجام دادند که تلاشی برای برانداختن حکومت وایمار و مصادره قدرت بود. این کودتا تأثیر چندان زیادی نداشت و در نتیجه باعث دستگیری هیتلر و فلج کردن حزب ملی سوسیالیست کارگران آلمان بود. در سال۱۹۳۳ مونیخ باردیگر مرکز قدرت نازی‌ها شد.
مونیخ پایگاه اصلی گروه رز سفید بود. رز سفید گروهی متشکل از گروهی از دانش آموزان بود که هدفشان تشکیل جنبش مقاومت علیه فعالیت‌های نازی‌ها بود. شهر مونیخ در پایان جنگ به شدت ویران گشت. بعد از جنگ اوضاع مونیخ که در دست آمریکایی‌ها بود تا حدودی بهبود یافت و در زمره شهرهای مهم آلمان غربی درآمد. امروزه کیفیت زندگی در مونیخ بسیار خوب است و جز شهرهای مدرن دنیاست.

## جغرافیا
مونیخ در دشت‌های بایرن شمالی قرار گرفته‌است و ۵۰ کیلومتر از کوه آلپ فاصله دارد و در ارتفاع ۵۲۰ متری از سطح دریا قرار گرفته‌است. مونیخ دارای آب و هوای بسیار دل‌انگیز و طبیعت بسیار زیبایی است.

## ترابری

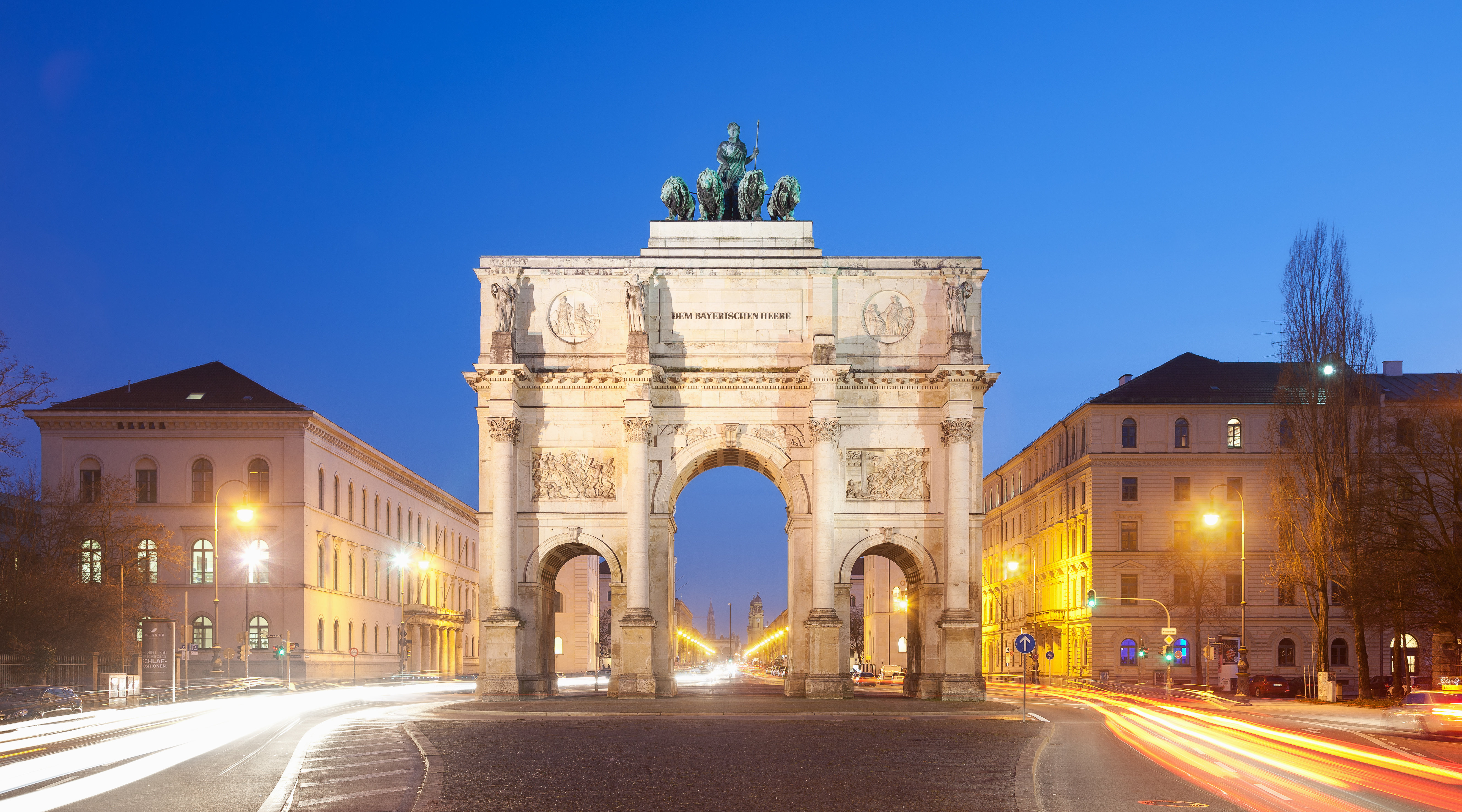
دروازه پیروزی در مونیخ یک طاق یادبود سه طاقی است که با مجسمه‌ای از بایرن با شیر چهاریوغی تاج‌گذاری شده‌است. این بنا در ابتدا به نمایش شکوه ارتش باواریا اختصاص داشت. از زمان بازسازی آن پس از جنگ جهانی دوم به عنوان یادآور صلح مطرح شد.
دروازه پیروزی ۲۱ متر ارتفاع، ۲۴ متر عرض و ۱۲ متر عمق دارد. این بنا بین دانشگاه لودویگ ماکسیمیلیان و اوهمستربه واقع شده‌است و جایی در مرز شمال و جنوب شهر قرار دارد؛ بنابراین در مرز بین دو ناحیه مونیخ ماکسورستات و شوابینگ قرار دارد.

### ترابری عمومی
متروی مونیخ در سال ۱۹۷۱ تأسیس شده و هم‌اکنون دارای ۸ خط و ۹۶ ایستگاه می‌باشد.
تراموا مونیخ به‌عنوان شبکه قطار سبک شهری در سال ۱۸۷۶ با نیروی محرکه اسب و از سال ۱۸۹۵ به صورت برقی راه‌اندازی شده و هم‌اکنون دارای ۱۳ خط و ۱۶۵ ایستگاه می‌باشد.
اس-بان مونیخ یا قطار حومه با ۸ خط و ۱۵۰ ایستگاه در سال ۱۹۷۲ افتتاح شده‌است.

### دوچرخه
دوچرخه سواری حضور پررنگی در شهر دارد و به عنوان یک جایگزین خوب برای وسایل حمل و نقل موتوری به حساب می‌آید. خطوط ویژهٔ دوچرخه در شهر گسترده شده‌اند و حتی در زمان برف و یخبندان نیز با نگهداری مناسب آمادهٔ استفاده هستند. دوچرخه سوارهای مونیخی به شجاعت یا حتی بی‌محابا بودن مشهور هستند. ازدیاد دوچرخه سواران، به خصوص در ماه‌های گرم سال، گاهی مورد استقبال رانندگان قرار نمی‌گیرد. دوچرخه سواران در صورت نبود خطوط ویژه، موظف هستند از خیابان عبور کنند. مسیرهای ویژهٔ دوچرخه در کنار اکثر خیابان‌ها و پیاده‌روها دیده می‌شوند. در طراحی مسیرهای دوچرخه سعی شده مسیرها هر چه بیشتر ممتد و بدون توقف باشند. دوچرخه سواران موظف به رعایت قوانین مربوط به دوچرخه هستند که در تمام آلمان معتبر است. از جمله:
- برای نشان دادن قصد پیچیدن به چپ یا راست، به ترتیب دست چپ یا راست خود را به مدت چند ثانیه به صورت افقی رو به بیرون نگاه دارید.
- برای نشان دادن توقف، یکی از دست‌های خود را به صورت کامل رو به پایین نگاه دارید، به گونه ای که برای رانندگان و دوچرخه سواران پشت سر شما قابل دیدن باشد.
- محدودیت‌های سرعت ترافیک، شامل دوچرخه‌ها هم می‌شود.
- مسیرهای دوچرخه سواری به صورت پیش‌فرض یک‌طرفه هستند، و عبور از مسیر سمت راست خیابان مجاز است. مسیر دوطرفه، با استفاده از تابلوی راهنما، مشخصا اعلام می‌شود.
- دوچرخه سواری در حالت مستی، یا در حال استفاده از گوشی تلفن همراه مجاز نیست.
- چراغ جلو و چراغ عقب قرمز برای ساعات تاریکی اجباری است.
- دوچرخه سواری در کنار یکدیگر فقط در صورتی که مزاحم عبور و مرور دیگران نباشد مجاز است.
- کودکان زیر ۸ سال بایددر پیاده‌رو دوچرخه‌سواری کنند و برای عبور از خیابان نیز باید از دوچرخه پیاده شوند. در صورتی که مسیر دوچرخه‌رو در پیاده‌رو تعبیه و جاسازی شده باشد، این کودکان می‌توانند از آن استفاده کنند. کودکان بین ۸ تا ۱۰ ساله بین پیاده‌رو و دوچرخه‌رو حق انتخاب دارند. نوجوانان و بزرگسالان به جز هنگام همراهی کودک، حق دوچرخه‌سواری در پیاده‌رو را ندارند.
- افراد بالای ۱۶ سال می‌توانند هنگام دوچرخه‌سواری یک کودک را در گاری متصل به دوچرخه یا روی صندلی کودک حمل کنند.

## مکان‌های دیدنی مونیخ
شهر مونیخ یکی از دیدنی‌ترین مکان‌های آلمان است، از مکان‌های دیدنی شهر مونیخ می‌توان به موارد زیر اشاره کرد:
- Englischer Garten: که در نزدیکی مرکز شهر قرار دارد و مساحتی برابر ۳٫۷ کیلومتر مربع داشته، از Central Park نیویورک بزرگتر، و یکی از بزرگ‌ترین پارک‌های عمومی شهری در جهان است.
- موزه دویچ: موزه آلمان که در جزیره ای در رودخانه ایسر واقع شده‌است، بزرگ‌ترین و یکی از قدیمی‌ترین موزه‌های علمی جهان است.
- گالری‌های هنری Kunstareal: این شهر چندین نگارخانه هنری مهم دارد، که از آن‌ها می‌توان به Alte Pinakothek, Neue Pinakothek , Pinakothek der Moderne و موزه Brandhorst.
- ورزشگاه آلیانتس آرنا: ورزشگاه آرنا ورزشگاه معروف در آلمان و اروپا‌ست که محل بازی تیم بایرن مونیخ هم هست.

## نگارخانه

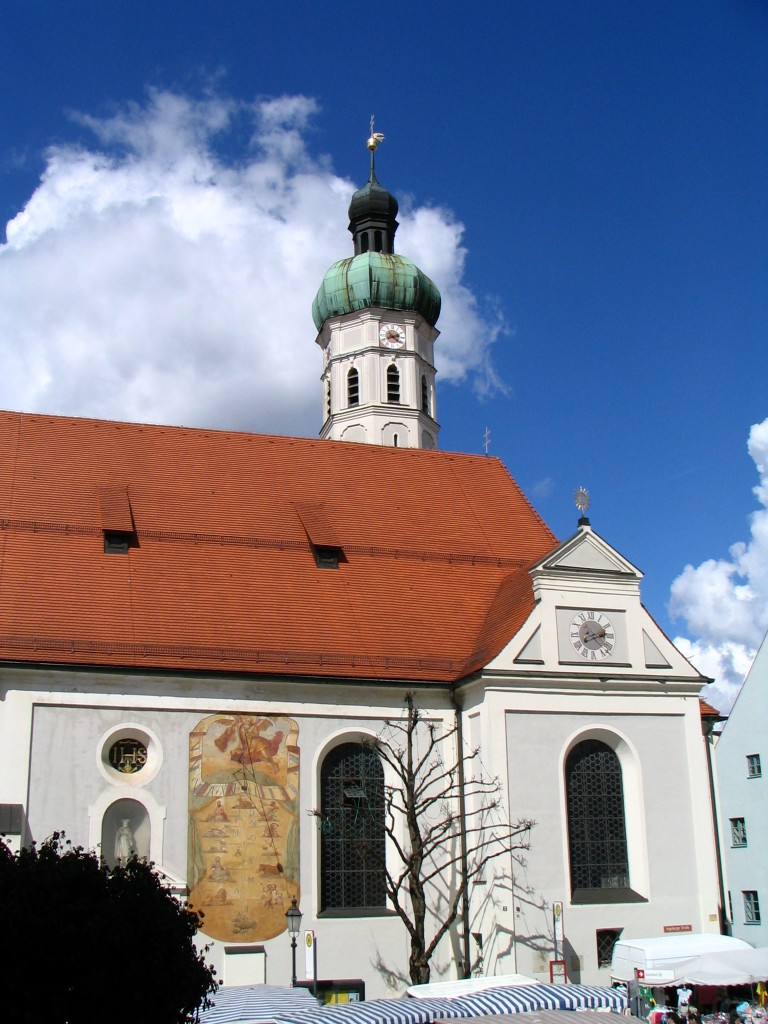
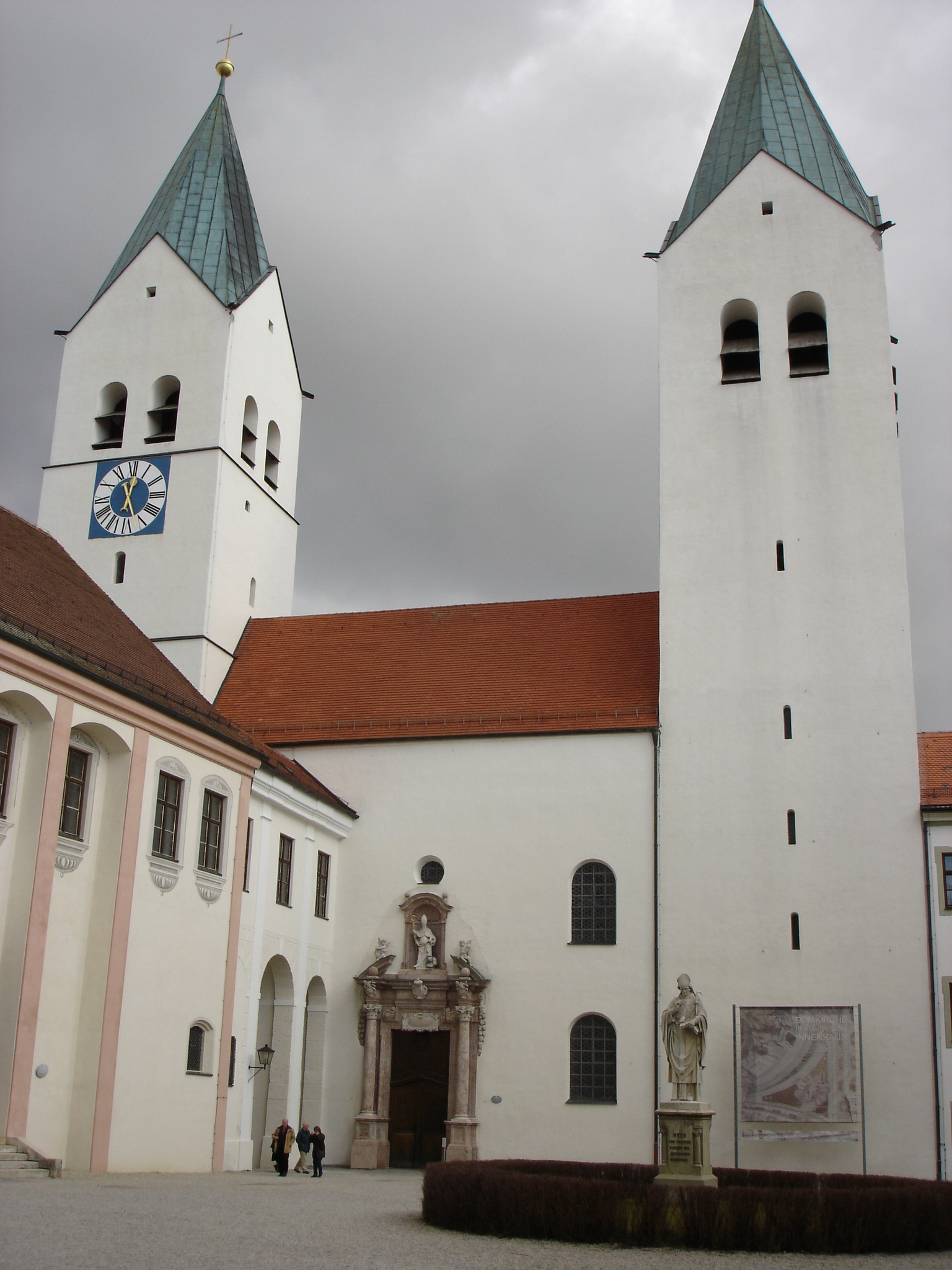
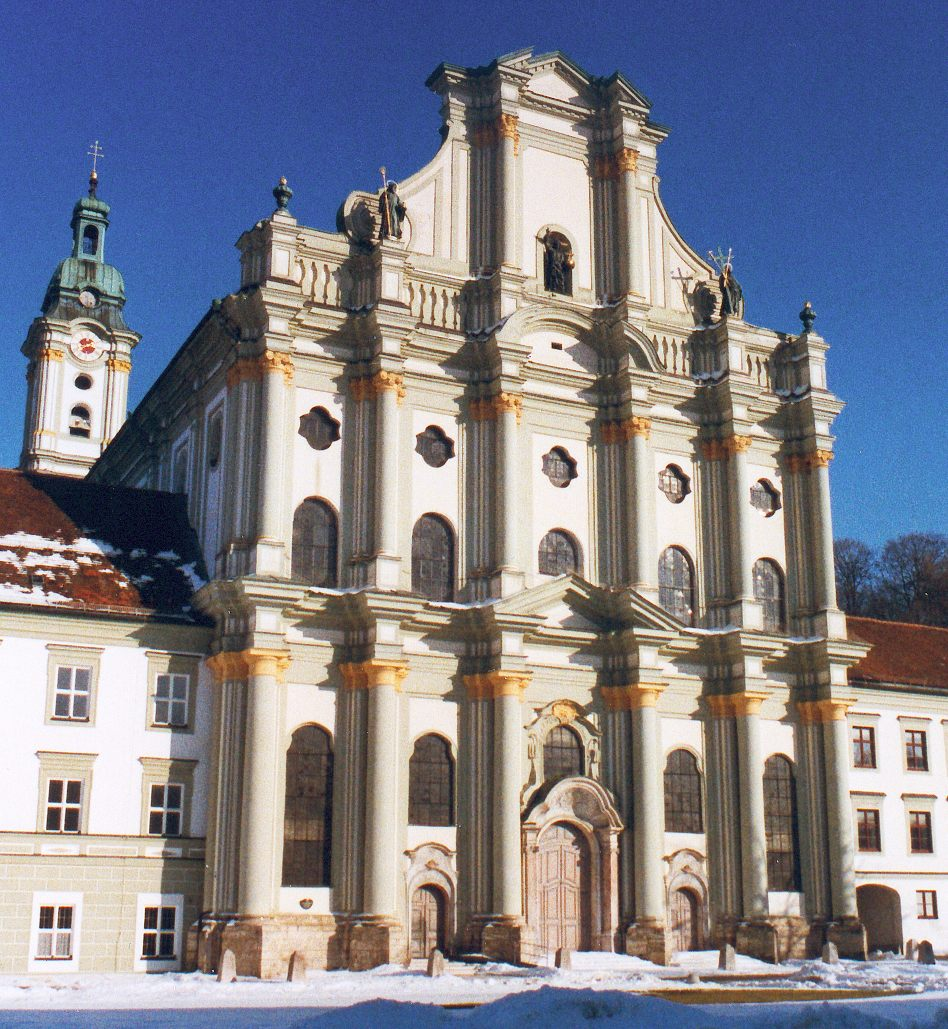
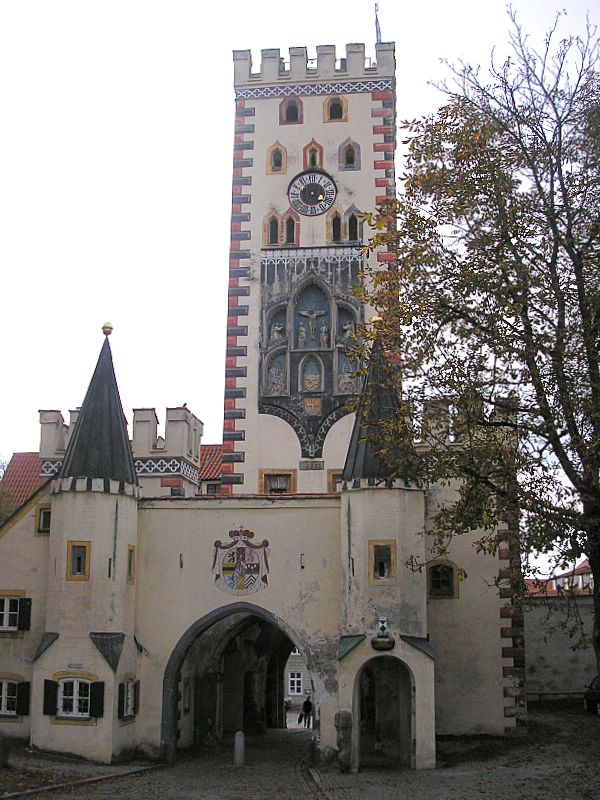
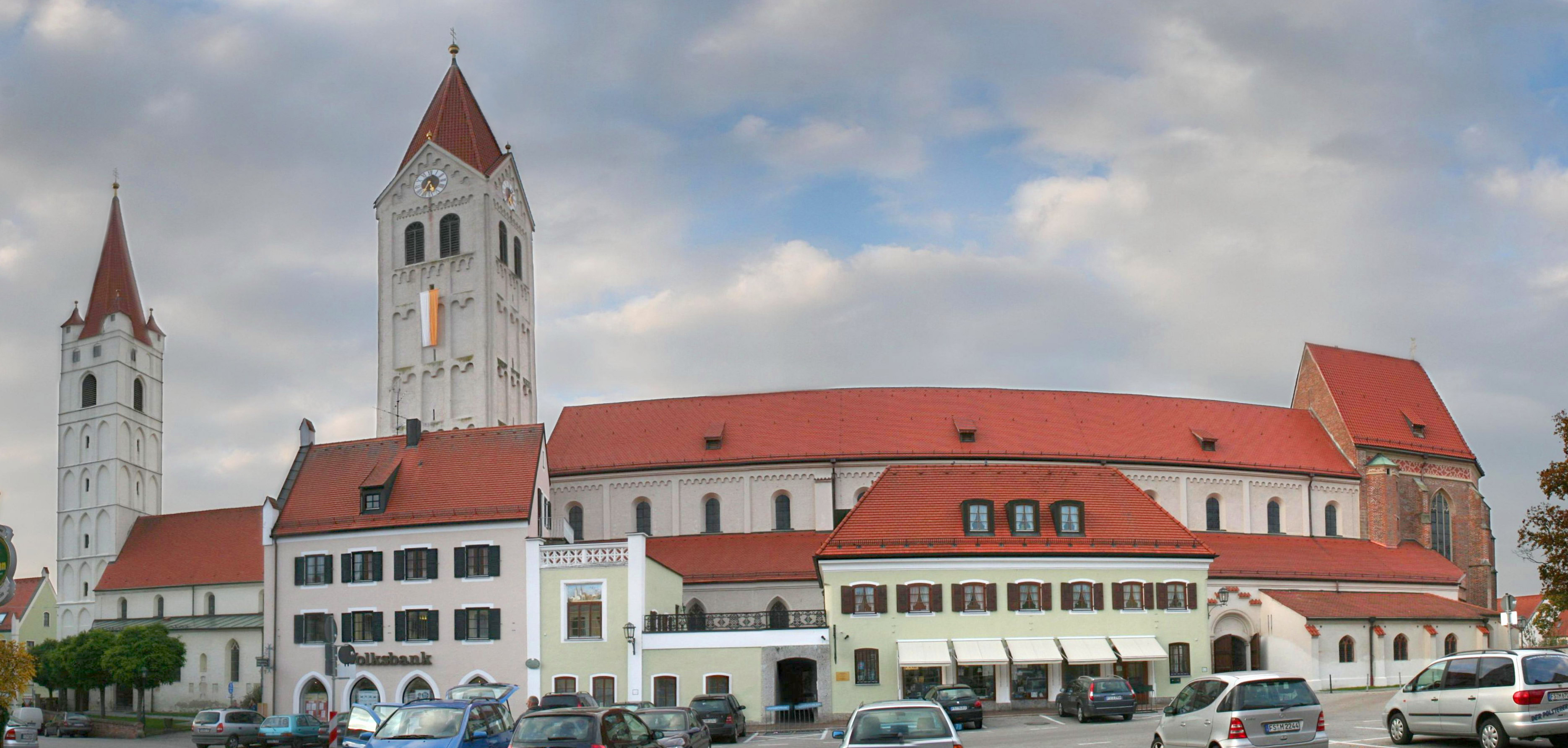
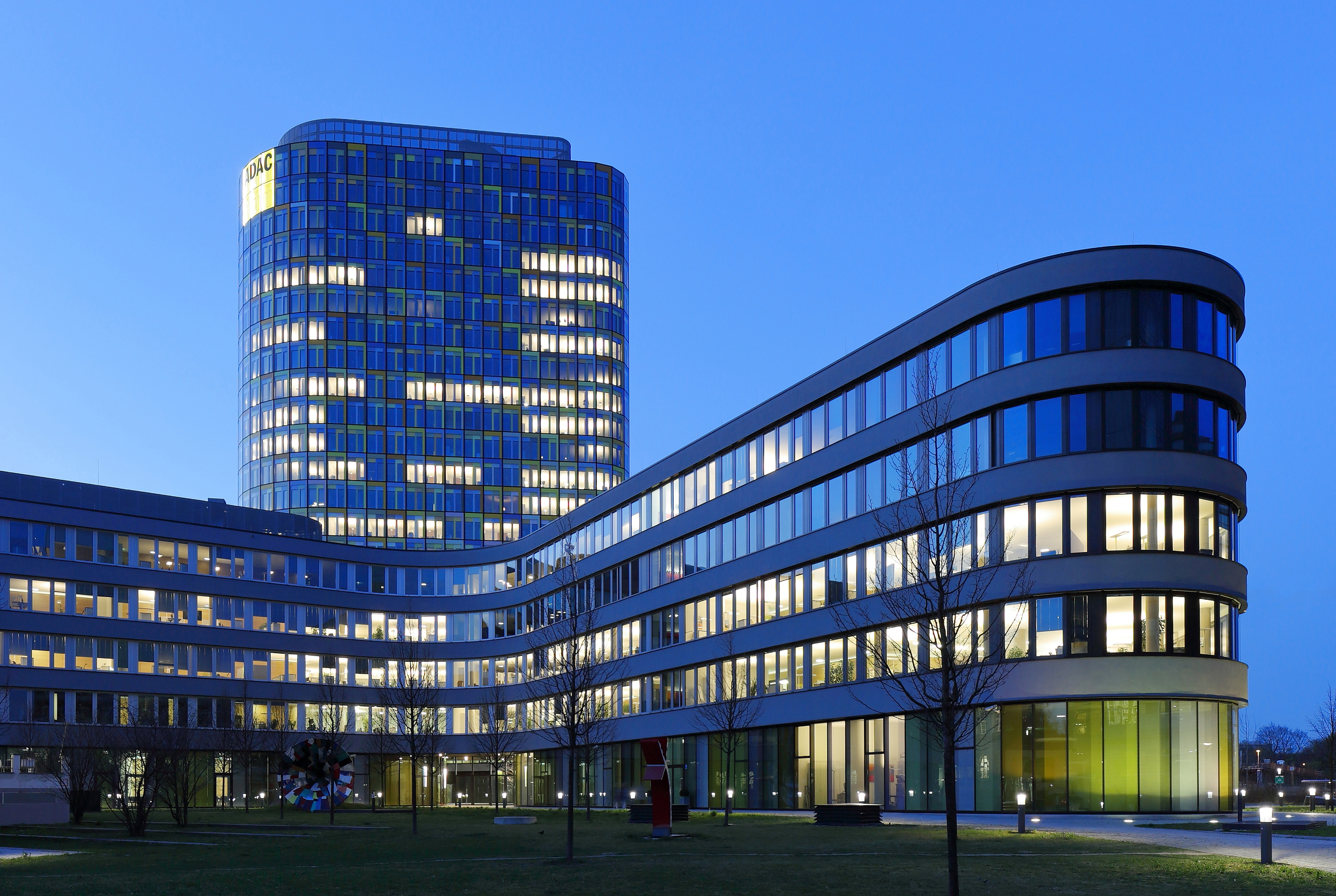
ساختمان دفتر مرکزی شرکت ADAC در مونیخ

## منابع

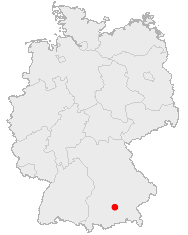
محل شهر مونیخ بر روی نقشه آلمان

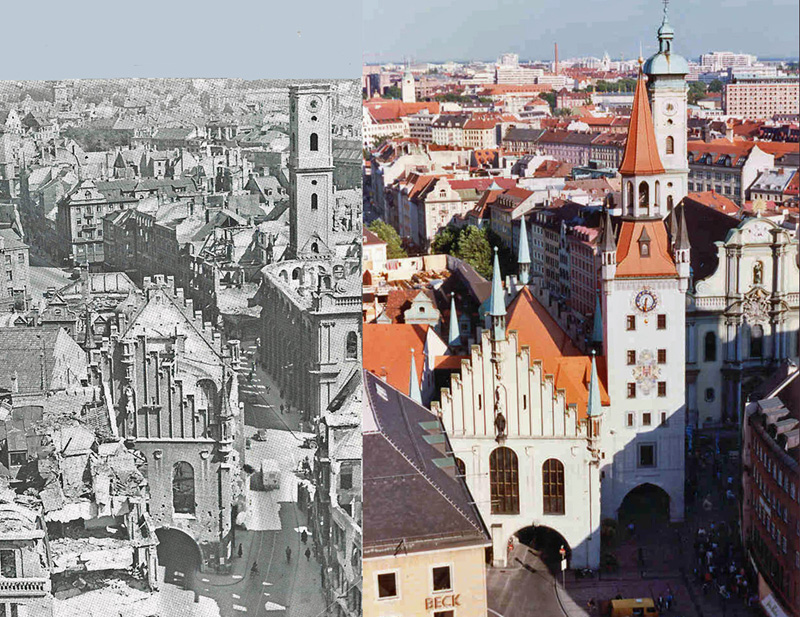
مقایسه مونیخ بعد از جنگ و قبل از جنگ

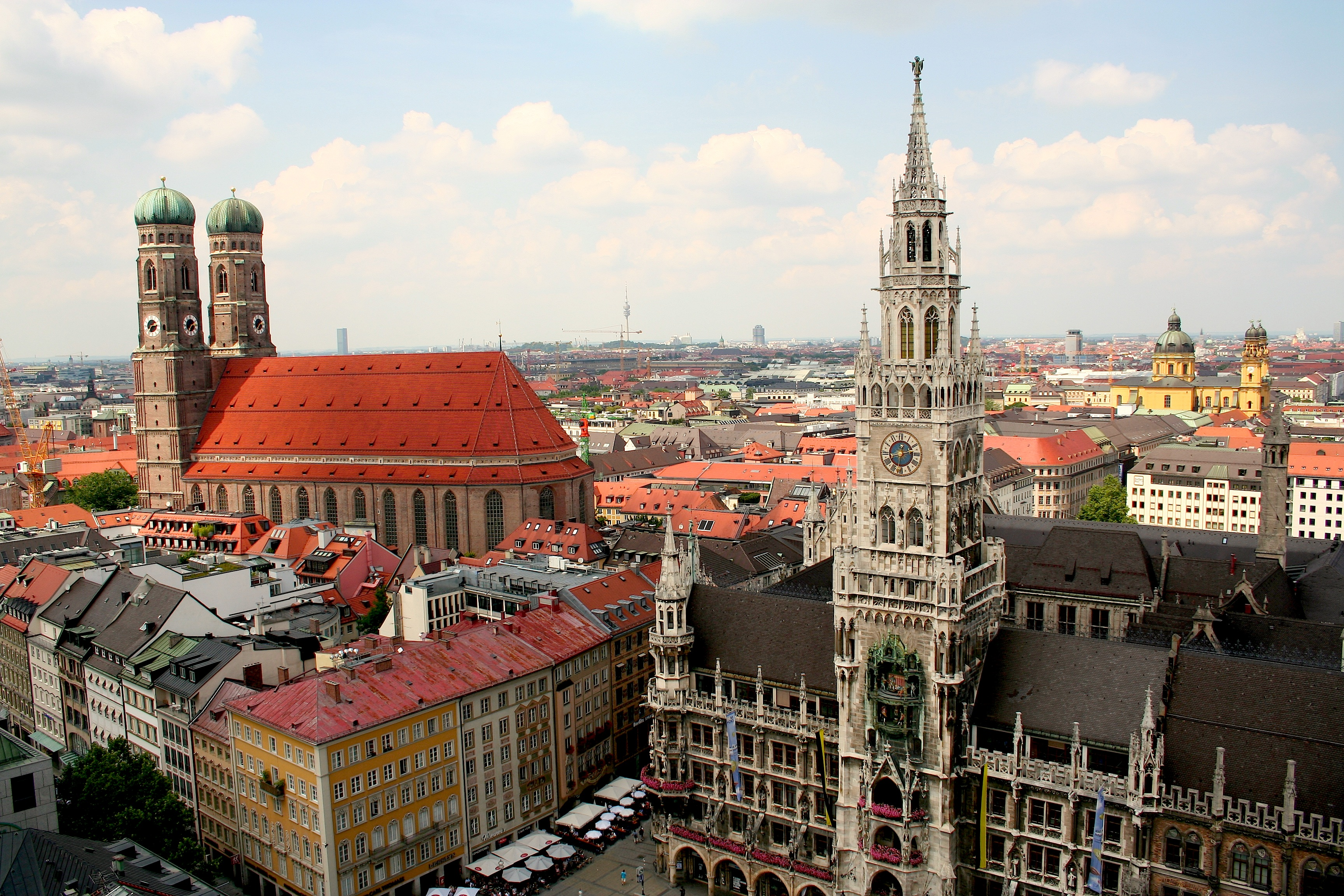
نمایی از مرکز شهر و کلیساهای معروف مونیخ (کلیسای بانوی ما در سمت چپ)